# Antonín Křapka
Antonín Křapka (Mladá Boleslav, 22 gennaio 1994) è un calciatore ceco, difensore del Trinity Zlín.

## Carriera

### Club
Ha esordito nella prima divisione ceca (e contestualmente tra i professionisti) il 25 aprile 2015, all'età di 21 anni, nella vittoria del suo Mladá Boleslav per 2-1 contro il Viktoria Plzeň. Ha poi giocato altre 5 partite nel corso di quella stagione e 2 partite in quella successiva (nella quale ha anche giocato 2 partite nei turni preliminari di Europa League), che conclude giocando in prestito nella seconda divisione ceca all'Ústí nad Labem. L'anno seguente gioca invece in prestito in prima divisione al Bohemians 1905, giocando una sola partita, per poi concludere l'annata con un nuovo prestito in seconda divisione, questa volta al Pardubice. Dal 2017 al 2021 gioca invece nuovamente al Mlada Boleslav, giocandovi in totale 72 partite di campionato nel corso di quattro stagioni, durante le quali gioca anche ulteriori 4 partite nei turni preliminari di Europa League. Nella stagione 2021-2022 gioca invece 17 partite nella prima divisione ceca al Karviná, per poi tornare ai Bohemians, con cui continua a giocare in questo torneo.

### Nazionale
Nel 2016 ha giocato 2 partite nella nazionale ceca Under-21.